# Rarkojaure (Kalls socken, Jämtland)
Rarkojaure är en sjö i Åre kommun i Jämtland och ingår i Indalsälvens huvudavrinningsområde. Sjön har en area på 0,19 kvadratkilometer och ligger 747,5 meter över havet. Rarkojaure ligger i Svenskådalen Natura 2000-område. Sjön avvattnas av vattendraget Svenskån.

## Delavrinningsområde
Rarkojaure ingår i det delavrinningsområde (710249-137069) som SMHI kallar för Utloppet av Rarkojaure. Medelhöjden är 787 meter över havet och ytan är 1,73 kvadratkilometer. Räknas de 3 avrinningsområdena uppströms in blir den ackumulerade arean 7,3 kvadratkilometer. Svenskån som avvattnar avrinningsområdet har biflödesordning 2, vilket innebär att vattnet flödar genom totalt 2 vattendrag innan det når havet efter 409 kilometer. Avrinningsområdet består mestadels av kalfjäll (89 procent). Avrinningsområdet har 0,19 kvadratkilometer vattenytor vilket ger det en sjöprocent på 10,9 procent.